# Stade municipal de Matoury
Le Stade municipal de Matoury, est un stade omnisports (servant principalement pour le football et l'athlétisme) guyanais situé dans la commune de Matoury, dans l'arrondissement de Cayenne.
Le stade, doté de 300 places et inauguré en 1975, sert d'enceinte à domicile pour les équipes de football de l'Union sportive Matoury, de l'Association des jeunes de Balata Abriba et de l'Association sportive et culturelle Black Stars.

## Installations
Le stade dispose de 50 places de parking et de deux vestiaires.